# Lexington, Tennessee
Lexington är administrativ huvudort i Henderson County i Tennessee. Vid 2020 års folkräkning hade Lexington 7 956 invånare.